# Гомес-Морено, Мануэль
Мануэ́ль Го́мес-Море́но Марти́нес (исп. Manuel Gómez-Moreno Martínez; 21 февраля 1870, провинция Гранада — 7 июня 1970, Мадрид) — испанский археолог, эпиграфист, историк искусства и лингвист. В 1930—1940-е годы дешифровал палеоиспанское письмо, что способствовало существенному прогрессу в изучении древнейшей истории Пиренейского полуострова до римского завоевания.

## Биография
Родился в состоятельной семье художника Мануэля Гомеса-Морено Гонсалеса, члена Королевской академии изобразительных искусств, который в должности секретаря провинциальной комиссии по охране памятников ведал вопросами археологии в Гранаде. В 1879—1880 годах Мануэль сопровождал отца в поездке в Рим по стипендии Королевской академии испанского языка. В Риме Мануэль изучал итальянский язык, делал зарисовки археологических памятников. Посетил Помпеи, Геркуланум и Неаполь. Познакомился с эпиграфистом Джованни Батистой Де Росси.
По возвращении приступил к занятиям на факультете философии и литературы Гранадского университета. Будучи студентом, вместе с Аурелиано Фернандесом-Геррой работал с Эмилем Гюбнером.
В 1890—1905 годах Гомес-Морено преподавал библейскую археологию в Гранаде. 1895—1897 годы провёл в экспедициях в Альмерии, Малаге, Кордове, Севилье и Хаэне, изучая археологические памятники. В 1900 году ему было поручено составление каталога памятников Авилы, а позднее Сеговии, Саламанки и Леона. Особое внимание учёного привлекли кельтские поселения и дороманские церкви в провинции Самора. Докторская диссертация Гомеса-Морено, которую он защитил в 1919 году, была посвящён мосарабским церквям Иберийского полуострова.
В 1909 году Мануэль Гомес-Морено переехал в Мадрид. В 1913 году возглавил кафедру арабской археологии в Центральном университете и занимал эту должность до 1934 года. В 1910 году был назначен директором отделения археологии и средневекового искусства в новом Центре исторических исследований. В 1925 году Гомес-Морено учредил журнал Archivo Español de Arte y Arqueología. Во время Гражданской войны в Испании был членом Совета по изъятию и охране художественного наследия Испанской Республики.
В 1920-е годы Гомес-Морено побывал в экспедициях во Франции, Аргентине, Уругвае и Марокко. В 1933 году побывал в Тунисе, Египте, Иерусалиме, Смирне, на Мальте и в Греции.
В 1925 г. дешифровал северо-западное иберское письмо (передававшее иберский и кельтиберский языки); гипотеза была окончательно принята научным миром после выхода его новой работы в 1943 г., где он пересмотрел ряд прежних ошибок. В то же время, его попытка дешифровать юго-западное письмо (передававшее тартессийский язык) оказалась неудачной, он не сумел понять ряд ключевых отличий. Последнее письмо сумел частично дешифровать Ю. Шмоль, однако вплоть до конца франкизма в Испании господствовала точка зрения Гомеса-Морено.

## Сочинения
- De epigrafía ibérica: El plomo de Alcoy. En: Revista de Filología Española, Madrid, Tomo IX (1922), p. 342—366.
- Sobre los iberos y su lengua. En: Homenaje a Menéndez Pidal, III. Madrid 1925, p. 475—499
- La novela de España. Madrid 1928
- El arte románico español. Madrid 1934
- Las lenguas hispánicas. Discurso de recepción en la Real Academia Española el 28 de junio. Contestación de Miguel Asín Palacios. 1942
- Misceláneas. Historia, Arte, Arqueología. Madrid 1946